# ماکسیم مهمت
ماکسیم مهمت (ترکی استانبولی: Maxim Mehmet؛ زادهٔ ۲ ژوئیهٔ ۱۹۷۵) بازیگر اهل آلمان است. از فیلم‌هایی که وی در آن نقش داشته‌است، می‌توان به فاوست، دختر زمستان و بارون قرمز اشاره کرد.